# 高見郵便局
高見郵便局（たかみゆうびんきょく）は奈良県吉野郡東吉野村にある郵便局。民営化前の分類では無集配特定郵便局であった。

## 概要
住所：〒633-2311奈良県吉野郡東吉野村木津149-4
かつては東吉野村一部地域(「633-23xx」区域、おおむね国道166号線より北側の地域）の集配業務を担当していたが、2007年3月5日付で集配業務を小川郵便局に移管、現在は窓口業務のみとなっている。

## 沿革
- 2007年（平成19年）3月5日 - 小川郵便局へ「633-23xx」区域の集配業務を移管。同時にゆうゆう窓口も廃止。
- 2007年（平成19年）10月1日 - 民営化。
- 2012年（平成24年）10月1日 - 日本郵便株式会社発足。

## 取扱内容
- 郵便、印紙、ゆうパック
- 貯金、為替、振替、振込、国債、国際送金
- 生命保険、バイク自賠責保険、がん保険
- ゆうちょ銀行ATM

## 風景印
- 図柄は投石の滝と高見山と吉野杉。局名表記は「奈良 高見」
- 使用開始日は2001年（平成13年）10月25日

## 周辺
- 伊勢街道
- 松本大橋
- 杉谷出会橋
- 新木津トンネル
- 木津峠
- 高見峠
- 高見山

## アクセス
- 駐車場あり：3台